# Eisenphosphide
Eisenphosphide sind anorganische chemische Verbindungen des Eisens mit Phosphor. Es sind mehrere Eisenphosphide bekannt darunter Fe3P, Fe2P, FeP, FeP2 und FeP4.

## Gewinnung und Darstellung
Eisenphosphide können durch Reaktion eines stöchiometrischen Verhältnisses von reinstem Eisen mit rotem Phosphor bei Temperaturen zwischen 600 und 1100 °C gewonnen werden.
{\displaystyle \mathrm {m\ Fe+n\ P\longrightarrow Fe_{m}P_{n}} }

## Eigenschaften
Eisenphosphide sind graue bis schwarze spröde Feststoffe. Fe3P (CAS-Nummer: 12023-53-9) hat eine Schmelztemperatur von 1166 °C, eine Dichte von 6,92 g·cm−3 und eine tetragonale Kristallstruktur, isotyp zu der von Ni3P mit der Raumgruppe I4 (a = 910,7 pm, c = 446,0 pm). Fe2P eine Schmelztemperatur von 1365 °C, eine Dichte von 6,83 g·cm−3 und hat bei Raumtemperatur eine hexagonale Kristallstruktur mit der Raumgruppe P62m (a = 586,5 pm, c = 343,6 pm). Es existiert auch eine orthorhombische Hochtemperatur/druckvariante mit der Raumgruppe Pmna. FeP hat eine orthorhombische Kristallstruktur mit der Raumgruppe Pnma (a = 519,1 pm, b = 309,9 pm, c = 579,2 pm). FeP2 hat eine orthorhombische Kristallstruktur mit der Raumgruppe Pnnm (a = 498,5 pm, b = 568,8 pm, c = 273,1 pm). FeP4 hat eine monokline Kristallstruktur mit der Raumgruppe P21/c.
| Eisenphosphide     |                                |                                |                                |                                |                                |
| Name               | Trieisenphosphid               | Dieisenphosphid                | Monoeisenphospid               | Eisendiphosphid                | Eisentetraphosphid             |
| CAS-Nummer         | 12023-53-9                     | 1310-43-6                      | 26508-33-8                     | 12022-85-4                     | 68825-13-8                     |
| PubChem            | 159456                         | 71311066                       | 117803                         |                                |                                |
| Summenformel       | Fe3P                           | Fe2P                           | FeP                            | FeP2                           | FeP4                           |
| Molare Masse       | 198,51 g·mol−1                 | 142,66 g·mol−1                 | 86,8 g·mol−1                   | 117,7 g·mol−1                  | 179,7 g·mol−1                  |
| Aggregatzustand    | fest                           | fest                           | fest                           | fest                           | fest                           |
| Kurzbeschreibung   | grauer bis schwarzer Feststoff | grauer bis schwarzer Feststoff | grauer bis schwarzer Feststoff | grauer bis schwarzer Feststoff | grauer bis schwarzer Feststoff |
| Schmelzpunkt       | 1166 °C (peritektum)           | 1365 °C                        |                                |                                |                                |
| Siedepunkt         |                                |                                |                                |                                |                                |
| Dichte             | 6,92 g·cm−3                    | 6,83 g·cm−3                    | 5,07 g·cm−3                    | 5,70 g·cm−3                    | 4,13 g·cm−3                    |
| Löslichkeit        | unlöslich in Wasser            | unlöslich in Wasser            | unlöslich in Wasser            | unlöslich in Wasser            | unlöslich in Wasser            |
| GHS- Kennzeichnung | \| \| Achtung                  | \| \| Achtung                  |                                |                                |                                |
| H- und P-Sätze     | 315‐319‐335                    | 315‐319‐335                    |                                |                                |                                |
| H- und P-Sätze     | 261‐305+351+338                |                                |                                |                                |                                |
| Gefahrensymbol     |                                |                                |                                |                                |                                |

## Verwendung
Bei der Herstellung von Gusseisen kann ein entstehendes Phosphideutektikum (Steadit) mit Fe2P und Fe3P als Gefügebestandteil das Verschleißverhalten von Gusseisen verbessern.